# Deutscher Frauenring
Der Deutsche Frauenring e. V. (DFR) ist ein Verband von Frauenvereinen, der die Interessen von Frauen in allen Bereichen des öffentlichen Lebens vertreten will. Seit seiner Gründung 1949 setzt er sich für die Verwirklichung der Gleichstellung der Frau und die gleiche Teilhabe von Frauen und Männern in der deutschen Gesellschaft ein. Er ist unabhängig, überparteilich und überkonfessionell und als einer der größten Frauenverbände bundesweit aktiv.

## Geschichte

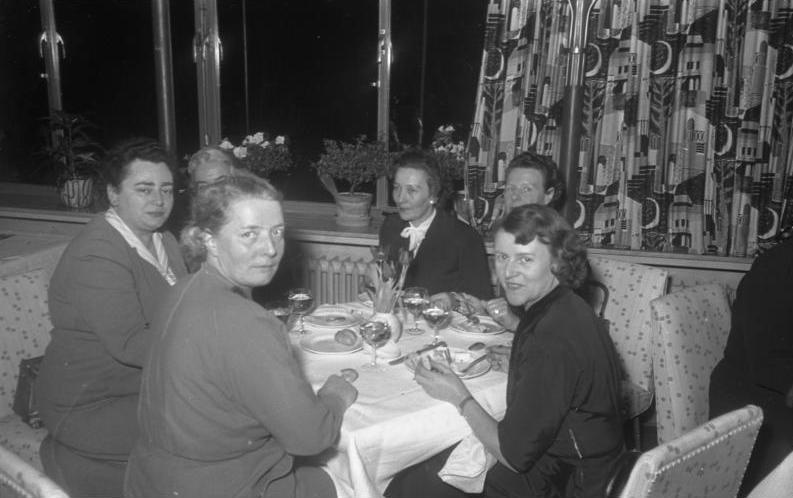
Deutscher Frauenring-Landesverband Baden im Deutschen Presseclub, Bonn 1957

Der Deutsche Frauenring wurde anlässlich einer Tagung vom 7. bis 10. Oktober 1949 in Bad Pyrmont gegründet. Vor dieser eigentlichen Gründung existierten aber offenbar schon einzelne Ortsringe. Am 8. Oktober 1949 wurde durch eine Delegiertenversammlung die erste Vorsitzende Theanolte Bähnisch gewählt. Der Deutsche Frauenring e. V. schloss sich aus überparteilichen und überkonfessionellen Frauenverbänden der drei westlichen Besatzungszonen und Berlin (West) zusammen. Der Frauenring knüpfte damit an den Bund Deutscher Frauenvereine der Kaiser- und Weimarer Zeit an. Seit 1951 ist der Deutsche Frauenring Mitglied des Internationalen Frauenrats. Er macht, zusammen mit verschiedenen anderen Frauenorganisationen, einen Teil des Dachverbandes Deutscher Frauenrat aus.
Der Deutsche Frauenring gehört traditionell zu der Bewegung, die oft als bürgerlich-liberale Frauenrechtsbewegung bezeichnet wird und steht somit in einer breiten und inklusiven liberal-feministischen Tradition. In der modernen Zeit berücksichtigt der Deutsche Frauenring eine intersektionale Perspektive und versteht somit die Menschenrechte von Minderheitengruppen als integralen Bestandteil des Feminismus, und die Organisation unterstützt beispielsweise die Rechte von Transgender-Personen und anderen queeren Menschen.

## Organisation und Aktivitäten
Der Deutsche Frauenring ist in Ortsringen in rund 60 Städten in Deutschland sowie auf der Ebene der Landesverbände und im Bundesverband aktiv. An der Erstellung des CEDAW-Alternativberichtes (Übereinkommen zur Beseitigung jeder Form von Diskriminierung der Frau) hat der Verein mitgearbeitet. Der DFR engagiert sich zu Themen wie Vereinbarkeit von Familie und Beruf, Gleichstellung, Gewalt gegen Frauen, Rollenstereotype, eine gendersensible Gesundheitspolitik, sowie gegen die Genitalverstümmelung von Frauen und Mädchen.

## Preise
Um an die Wegbereiterinnen der Gleichstellung zu erinnern, verleiht der Deutsche Frauenring seit 2012 jährlich einen Preis als Frauenrings-Frau des Jahres. Bisherige Preisträgerinnen:
- 2012: Marie Stritt
- 2013: „Die Mütter des Grundgesetzes“ Friederike Nadig, Elisabeth Selbert, Helene Weber und Helene Wessel
- 2014: Elisabeth Schwarzhaupt
- 2015: Anita Augspurg und Lida Gustava Heymann
- 2016: Margarete von Wrangell
- 2017: Brigitte Paetow
- 2018: Silke Ruth Laskowski und Christa Weigl-Schneider
- 2019 & 2020: Kristina Hänel
- 2021: Natasha A. Kelly
- 2022: Maja Göpel
- 2023: Düzen Tekkal
- 2024: Teresa Bücker
- 2025: Isabelle Schömann

## Vernetzung
Der Verein vertritt die Frauen Deutschlands in internationalen und europäischen Organisationen und engagiert sich in seinen Partnerverbänden. Eine breite Vernetzung erfolgt durch die Mitgliedschaft in den nachstehend aufgeführten Organisationen:
- Deutscher Frauenrat
- Verbraucherzentrale Bundesverband (VzBv)
- Paritätisches Bildungswerk
- International Alliance of Women (IAW)
- Internationaler Frauenrat (ICW)
- INTEGRA – Deutsches Netzwerk zur Überwindung weiblicher Genitalverstümmelung
- UN Women (United Nations Entity for Gender Equality and the Empowerment of Women)
- Frauennetzwerk für Frieden

## Publikationen
Seit Gründung veröffentlicht der DFR zu aktuellen Themen regelmäßig Dokumentationen. Seit 1982 erscheinen diese unter dem Titel „Grüne Reihe“.